# مزرعه شهید سبزعلی
مزرعه شهید سبزعلی یک منطقهٔ مسکونی در ایران است که در دهستان دستجرد (قم) واقع شده‌است.